# Sport we Wrześni
Sport we Wrześni – we Wrześni istnieje kilka obiektów sportowych. Działa klub piłkarski MKS Victoria Września występujący w sezonie 2015/2016 w IV lidze grupie wielkopolskiej południowej oraz kilka innych grup sportowych.

## Obiekty sportowe

### SkatePark

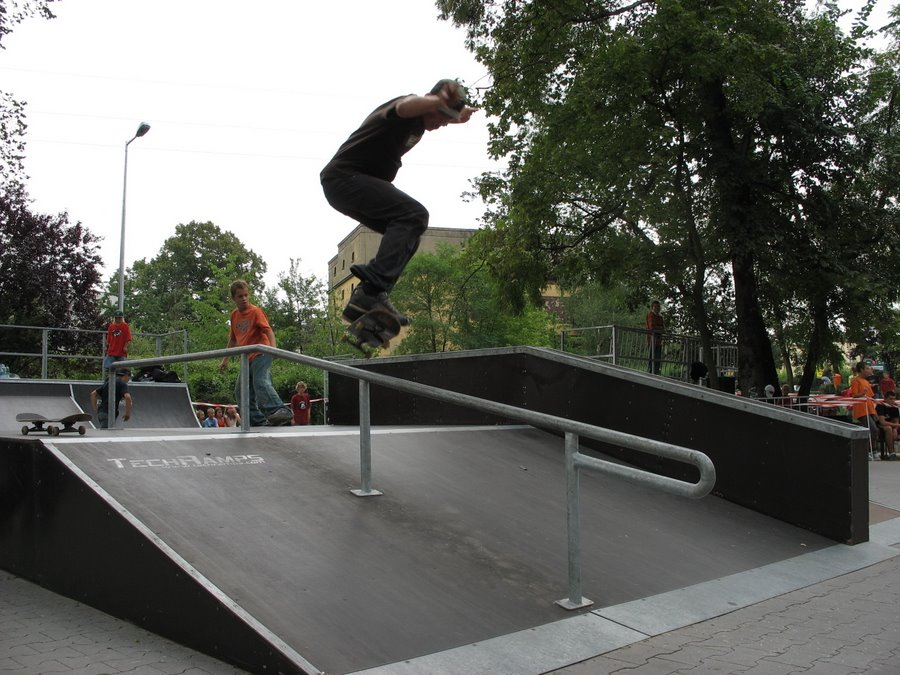
Skatepark

Skatepark znajduje się w parku im. Józefa Piłsudskiego przy ulicy Daszyńskiego we Wrześni. Sąsiadujące z Basenem Miejskim – „Łazienki”. Jest administrowany przez Gminę Września – Wrzesińskie Obiekty Sportowo-Rekreacyjne.

#### Elementy SkateParku
W jego skład wchodzi pięć elementów o średnim stopniu trudności:
- bank
- piramid
- funnbox
- grindbbox z poręczą
- Minirampa

Elementy są rozmieszczone na nawierzchni wyłożonej kostką brukową.
Obiekt posiada Sztuczne oświetlenie, jest monitorowany.

#### SkatePark jako element rekreacji
Obiekt służy aktywnemu wypoczynkowi, skate-treningowi, organizowaniu skate-zawodów oraz zajęciom szkolnym z wychowania fizycznego. Obiekt na podstawie zawartych umów może być wykorzystywany do organizowania innych imprez. Korzystanie ze SkateParku jest kompletnie bezpłatne i dostępne dla każdego, z zastrzeżeniem że dzieci do 7 lat mogą z niego korzystać pod opieką dorosłych.

### Boisko do lekkoatletyki

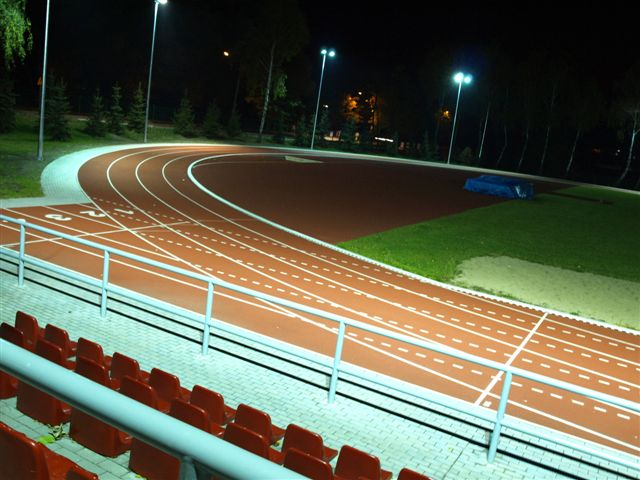
Boisko lekkoatletyczne

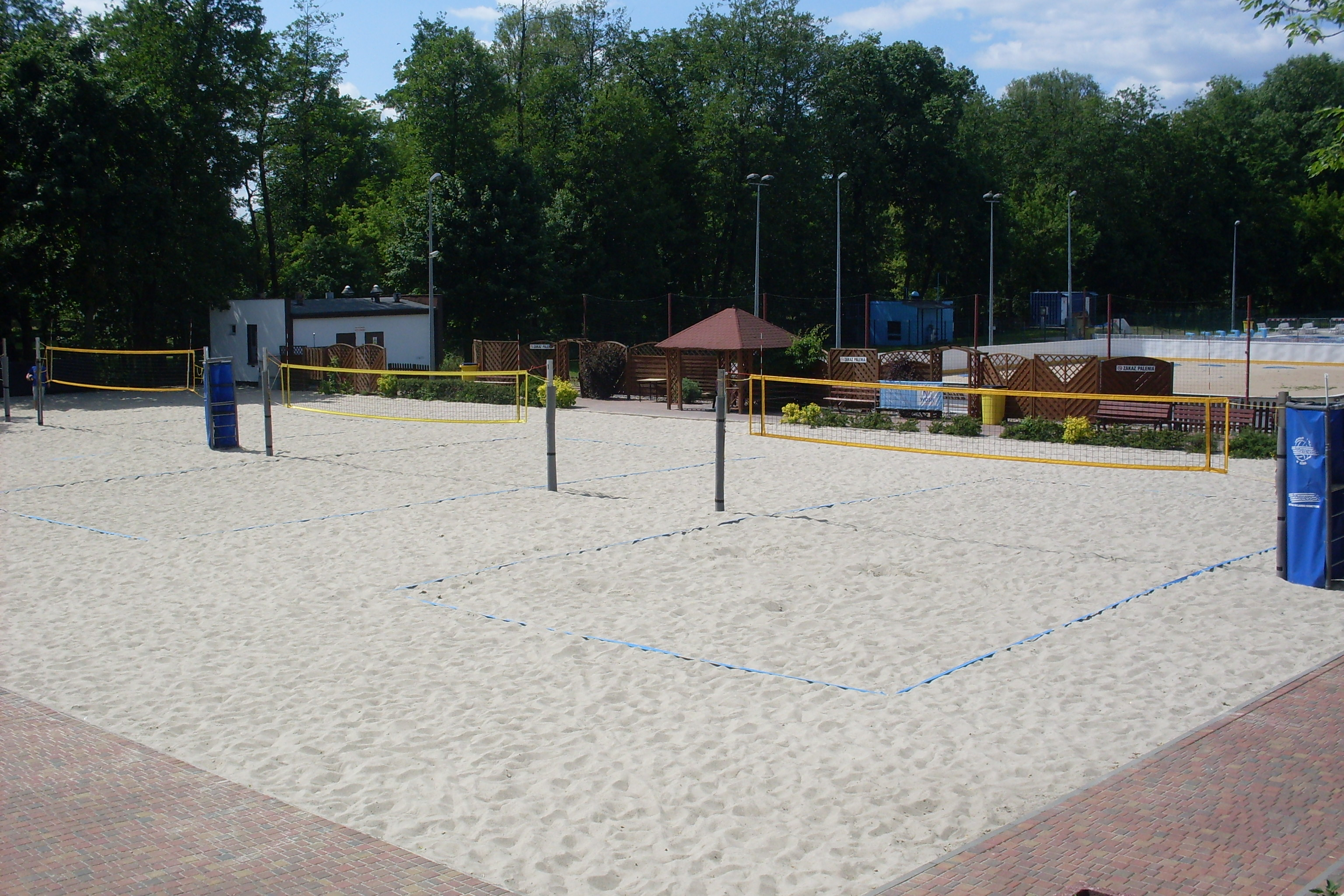
Piłka plażowa na „Basen Miejski – Łazienki”

Jednym z najbardziej popularnych obiektów lekkoatletycznych we Wrześni jest boisko i bieżnia przy Zespole Szkół Technicznych i Ogólnokształcących
im. gen. dr. Romana Abrahama we Wrześni, który jest również administratorem stadionu lekkoatletycznego. Stadion jest otwarty codziennie, zgodnie z ustalonym harmonogramem. Korzystanie z niego odbywa się za zgodą dyrektora Zespołu Szkół Technicznych i Ogólnokształcących w oparciu o harmonogram. O możliwości i zasadach zorganizowania imprezy na stadionie decyduje Dyrektor Szkoły. Na obiekcie organizowane są czwartki lekkoatletyczne dla wszystkich szkół począwszy od szkół podstawowych aż po szkoły ponadgimnazjalne.
Boisko znajduje się przy Zespole Szkół Technicznych i Ogólnokształcących im. gen. dr. Romana Abrahama na ul. Kaliskiej 2a we Wrześni.

### Boiska wielofunkcyjne

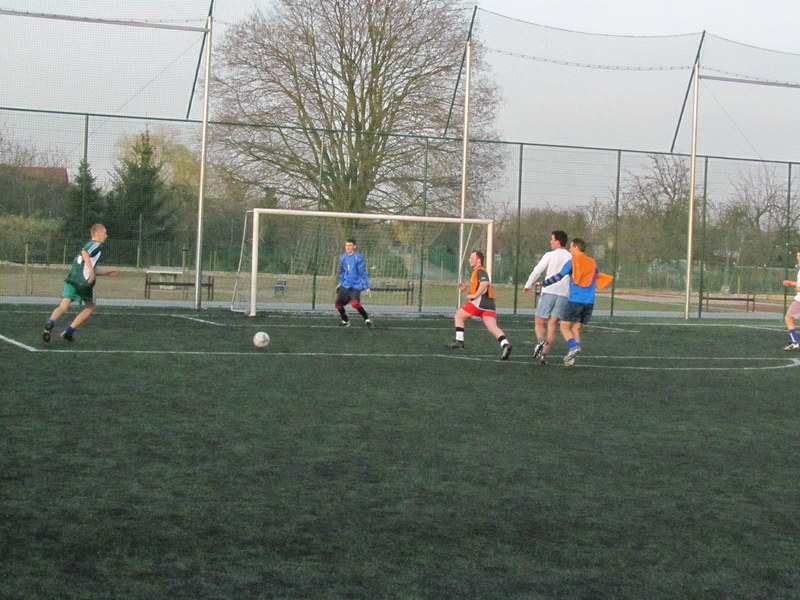
Mecz na Orliku przy Gimnazjum nr 1

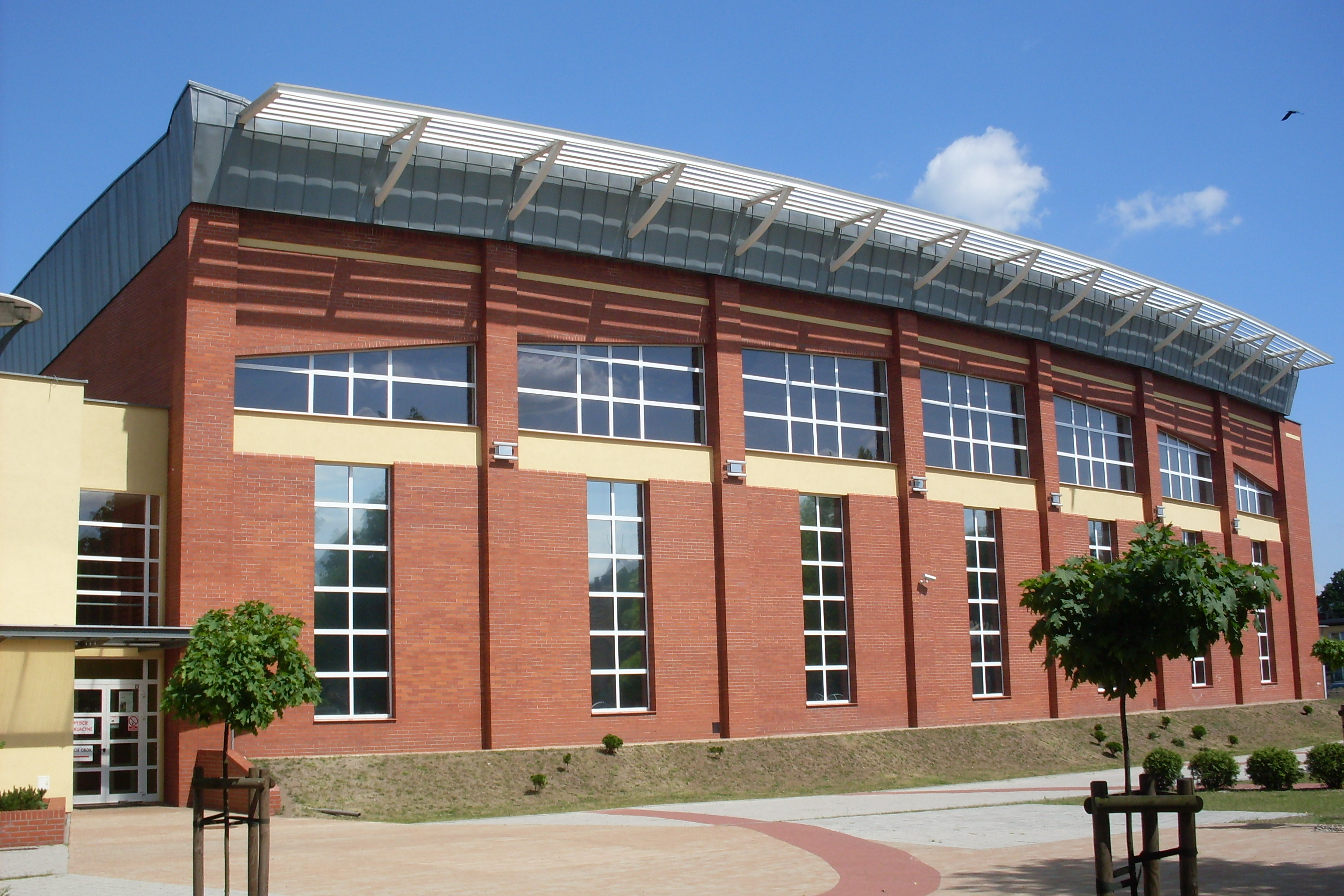
Hala sportowa przy stadionie Victorii Września

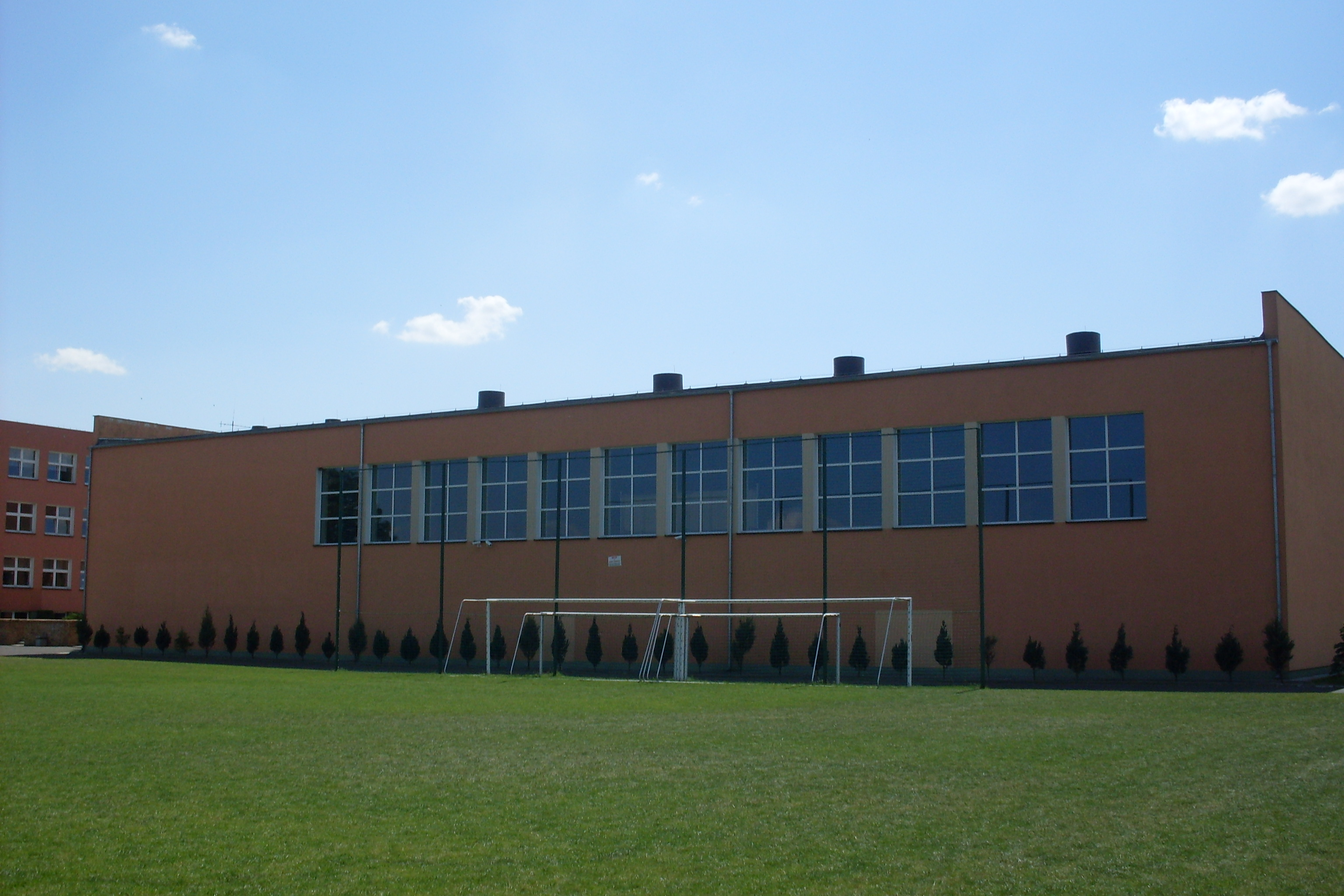
Hala sportowa na Gimnazjum nr 2 we Wrześni

We Wrześni znajduje się kilka boisk wielofunkcyjnych stworzonych przez program Orlik 2012. Są to kompleksy sportowe, w których skład wchodzi boisko do koszykówki, siatkówki oraz piłki nożnej. Aby skorzystać z boisk, należy wcześniej zarezerwować – telefonicznie lub osobiście – konkretny termin. Rezerwacja jest darmowa. Boiska znajdują się przy placówkach oświatowych:
- Gimnazjum nr 2 – ul Słowackiego 41
- Gimnazjum nr 1 – ul Kosynierów 32
- SSP nr 1 – ul Szkolna 1
- SSP nr 2 – ul Kościuszki 24 – Na tym „Orliku” rozgrywane są rozgrywki wakacyjnej ligi piłki nożnej, siatkówki oraz koszykówki. Uznawany jest za główny „Orlik” we Wrześni

### Baseny pływackie
We Wrześni funkcjonują dwa baseny pływackie.
Basen kryty „AquaLife – Park Wodny” (dawniej „Świat Wodny Cenos”) znajduje się przy Koszarowej 8, w dawnych zabudowaniach koszar pruskich. W skład kompleksu wchodzą:
- basen pływacki o długości 25 m i głębokości maksymalnej 180 cm,
- basen rekreacyjny i rehabilitacyjny posiadający „Gejzer”, bicze wodne,
- zjeżdżalnia o długości 40 m,
- odnowa biologiczna.

Basen odkryty znajduje się w kompleksie „Basen Miejski – Łazienki” przy ul. Gnieźnieńskiej 32a i jest własnością gminy Września. Zarządza nim jednostka administracyjna gminy – Wrzesińskie Ośrodki Sportu i Rekreacji. W skład kompleksu wchodzą:
- basen do pływania – długość basenu wynosi 25 metrów, a głębokość wynosi maksymalnie 180 centymetrów; posiada również 6 torów;
- basen rekreacyjny – wymiary basenu to 25x40, a głębokość wynosi maksymalnie 120 centymetrów;
- zjeżdżalnia wodna – długość zjeżdżalni wynosi 55 metrów; zjeżdżalnia zakończona jest obszarem hamowania; różnica poziomów 5 m; nachylenie 10%. Zjeżdżalnia jest wyposażona w system świateł sterujących;
- poduszki do skakania – obie posiadają wymiar 15x10 m i umożliwiają jednoczesną zabawę 7–8 osobom jednocześnie; ruchem na poduszkach kieruje obsługa basenu;
- szatnie – do dyspozycji użytkowników są dostępne wc, natryski; ciepła woda bez ograniczeń;
- restauracja – zapewnia całodzienne wyżywienie i umożliwia swobodny zakup posiłków oraz napoi na otaczającym ją tarasie.

Basen kryty „Świat Wodny Cenos” znajdujący się przy ul. Koszarowej 8, w dawnych zabudowaniach koszar pruskich, został zamknięty 1 stycznia 2011 roku. W skład kompleksu wchodziły:
- basen pływacki o długości 25 m i głębokości maksymalnej 180 cm,
- basen rekreacyjny i rehabilitacyjny posiadający „Gejzer”, bicze wodne.
- odnowa biologiczna.
- bar.

### Lodowisko
Lodowisko znajduje się w kompleksie „Basen Miejski – Łazienki” i jest własnością gminy Września. W lodowisku zamontowana jest instalacja typu „eis-grid” – rurki położone na piasku. Medium to glikol mono-etylenowy. Instalacja umożliwia zamrożenie tafli od momentu pojawienia się pierwszych przymrozków. Wymiary lodowiska 40x25 m. Jest wyposażone w profesjonalną bandę hokejową i oświetlenie umożliwiające rozgrywanie meczów hokejowych w godzinach wieczornych. W okresie letnim, po rozłożeniu specjalnej wykładziny, lodowisko może być wykorzystywane jako wielofunkcyjne boisko sportowe, umożliwiające również jazdę na rolkach. Lodowisko posiada własne, niezależne od reszty obiektu oświetlenie.

### Boiska do piłki plażowej
Boiska są zlokalizowane w kompleksie „Basen Miejski – Łazienki”, w dwóch piaskownicach (1 + 4), posiadają pełne wymiary umożliwiają przeprowadzanie nie tylko treningów, ale również prowadzenie rozgrywek najwyższej rangi z Mistrzostwami Polski włącznie.

### Kręgielnia
Kręgielnia położona jest w Hotelu Kosmowski przy ul. Wrocławskiej 43. Kręgielnia posiada 4 tory.
Dodatkowe oferowane usługi:
- bar
- bilard

### Hale widowiskowo-sportowe
Na terenie Wrześni znajdują się dwie hale tego typu – przy ul. Słowackiego 41 (Gimnazjum nr 2 im. Andrzeja Prądzyńskiego we Wrześni), oraz przy ulicy Kosynierów 1 (Stadion Victorii Września).

### Hala wielofunkcyjna
Hala przy Stadionie Victorii Września ma wymiary 44x27x11. Trybuny dla kibiców rozkładane są typem „Polsport”, łączna liczba miejsc wynosi 406. Podłoga hali ułożona jest z paneli z drewna litego na podwójnym legarowaniu. Tablice do koszykówki są podwieszane.

### Sala korekcyjna
Sala korekcyjna ma powierzchnię 155,7 m². Obie sale posiadają pełne zaplecze szatniowe (po 7 pomieszczeń), sanitarne (po 4 węzły z prysznicami i WC).

## Zespoły sportowe

### Piłka nożna
Jedynym klubem piłki nożnej we Wrześni jest MKS Victoria Września, występująca w sezonie 2015/2016 w IV lidze, grupie wielkopolskiej południowej.

### Sztuki walki
We Wrześni znajduje się wiele miejsc, w których można doskonalić umiejętności w różnych stylach walki (taekwondo, MMA (Mieszane Sztuki Walki)).

### Taekwondo
Taekwondo jest szeroko rozpowszechnioną na świecie sztuką walki. Styl ten charakteryzuje duża liczba kopnięć, w tym szczególnie widowiskowych technik z wyskoku. Opanowany na wysokim poziomie, gwarantuje pełne wykorzystanie siły i szybkości, na jakie stać ludzkie ciało. Treningi odbywają się na sali gimnastycznej przy Gimnazjum nr. 1 ul. Kosynierów 32. Trenerem jest Tomasz Haremza – 1 dan Taekwondo WTF, Wicemistrz Polski 2007 w kategorii powyżej 84. kilogramów.

### MMA
Treningi MMA również odbywają się na sali przy Gimnazjum nr 1. Są podzielone na dwie części – stójka i parter. Treningi w stójce prowadzone są przez Przemysława Lisa (pięciokrotny mistrz Polski w kickboxingu i reprezentant klubu ‘Czerwony smok’). Natomiast ‘parterowców’ trenuje Łukasz Matuszak (zawodnik MMA i posiadacz purpurowego pasa brazylijskiego Jiu-Jitsu).

### Koszykówka
Międzyszkolny Klub Sportowy Września jest jednosekcyjnym klubem piłki koszykowej. Zrzesza chłopców z rocznika 1998/1999 i młodszych. Treningi oraz mecze MKS-u odbywają się na sali gimnastycznej przy Gimnazjum nr. 2 we Wrześni (ul. Słowackiego 41).

### Lekkoatletyka

#### Klub Biegacza „Kosynier Września”
Klub Biegacza Kosynier Września istnieje od 7 maja 2009. Powstał z inicjatywy kilku pasjonatów biegania na różnych dystansach, reprezentujących Wrześnię w ulicznych biegach w kraju i poza jej granicami. KB Kosynier jest wpisany do Krajowego Rejestru Sądowego w Poznaniu pod nr 0000349819. Posiada własne logo i stronę internetową. W najbliższym czasie będzie posiadać własne klubowe stroje zarówno dla pań i jak panów w różnym wieku.

### Futsal

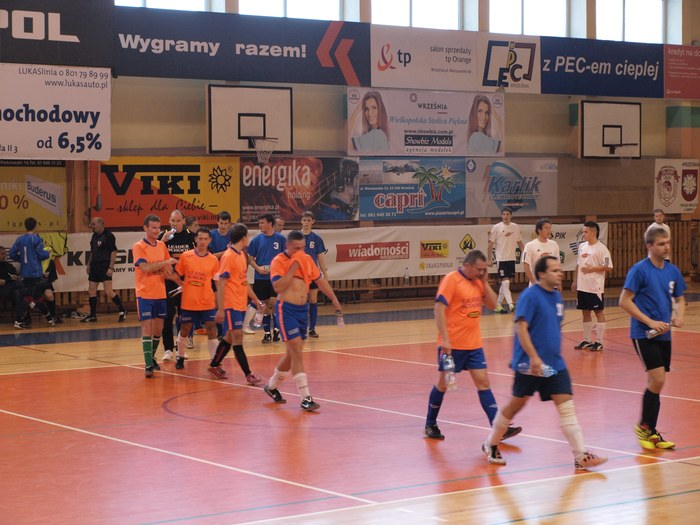
Zawodnicy schodzą do szatni po rozegranym meczu. 3 liga WTPN

Co roku w okresie zimowym organizowana jest we Wrześni liga futsalu przez Wrzesińskie Towarzystwo Piłki Nożnej (WTPN). Towarzystwo stworzyło 3 ligi przeznaczone dla graczy o różnym poziomie umiejętności. Mecze organizowane przez WTPN prowadzone są przez sędziów WZPN Wydziału Futsalu według przepisów gry w piłkę nożną FUTSAL. Oprócz rozgrywek ligowych mających na celu wyłonienie mistrza wrzesińskiego futsalu (wygrana – 3 pkt, remis – 1 pkt, porażka – 0 pkt.) organizowany jest również Puchar Ligi. Prowadzony jest on według zasad pucharowych bez rewanżów (zwycięzca meczu przechodzi dalej). Zdobywcy 2 pierwszych miejsc w poszczególnych ligach awansują do kolejnej, aż trafiają do najwyższego szczebla rozgrywek, tzn. I ligi. Natomiast 2 ostatnie zespoły spadają o klasę niżej. Zarówno w drugiej, jak i trzeciej lidze zespoły zmieniają się co roku. Nie ma ściśle określonej czołówki najlepszych zespołów. W I lidze od dłuższego czasu prym wiodą drużyny:
- Capri
- Master Sport
- GGP/KGL

Po zakończeniu rozgrywek wybierany jest najlepszy zawodnik, bramkarz oraz strzelec z każdej ligi.